# V.S. Naipaul

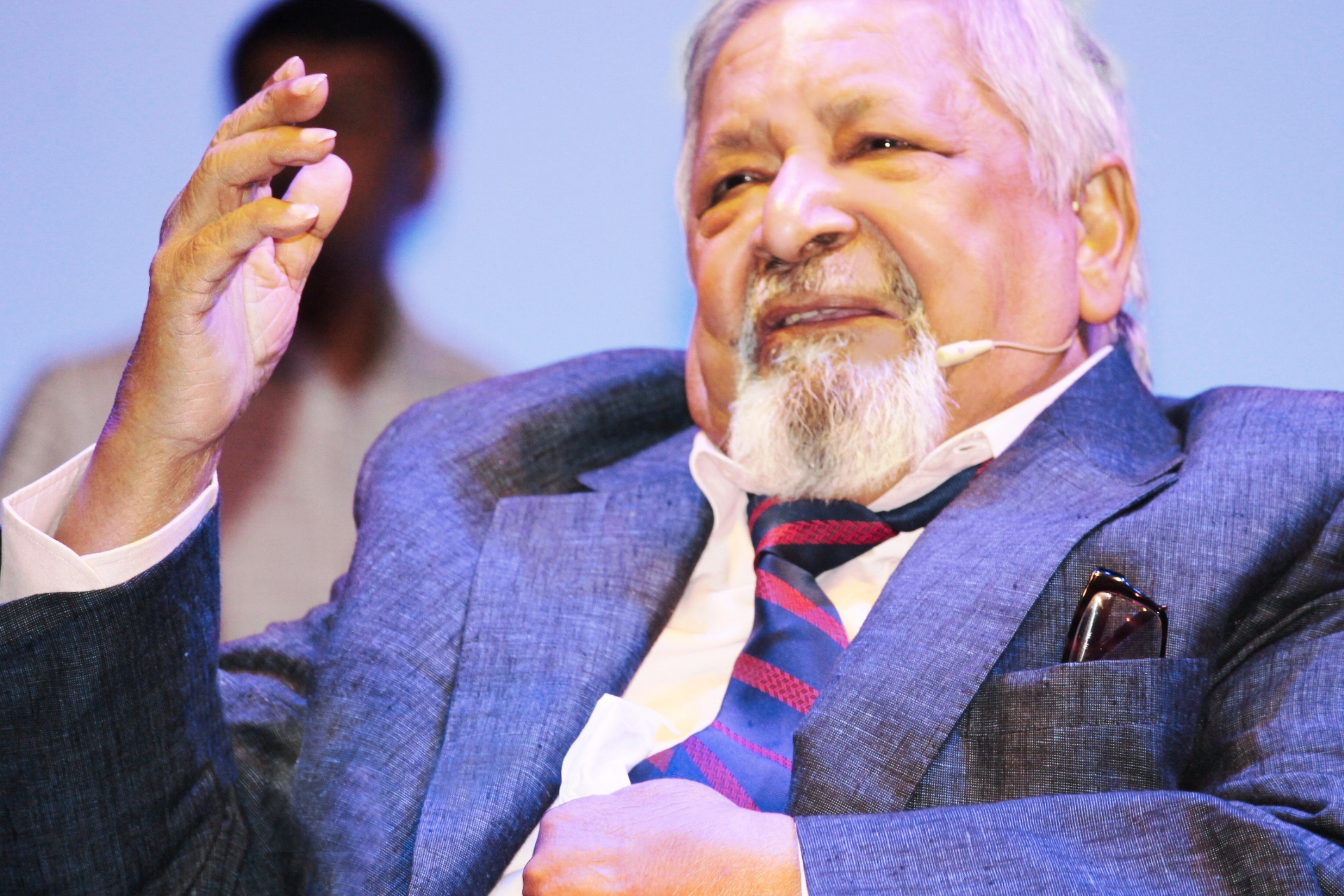
Naipaul (2016)

Vidiadhar Surajprasad Naipaul (Chaguanas (Trinidad en Tobago), 17 augustus 1932 – Londen, 11 augustus 2018), beter bekend als V.S. Naipaul, was een Brits schrijver.

## Biografie
Naipuls ouders kwamen vanuit India naar Trinidad om daar te werken. Na zijn geboorte woonde hij bij zijn moeders familie en leerde pas op zesjarige leeftijd zijn vader kennen, die als journalist voor de Trinidad Guardian aan het werk was. Het verhaal van zijn jeugd en van zijn vader werd door Naipaul verwerkt in zijn boek Een huis voor meneer Biswas.
In 1950 kreeg hij een beurs voor een studie aan de universiteit in Oxford, Engeland, en na zijn studie werkte hij een aantal jaren als freelance journalist voor de BBC, maar al snel wijdde hij zich volledig aan het schrijven van boeken.
Naast zijn romans was Naipaul bekend om zijn reisverhalen die spelen in onder andere India, Zaïre, Oeganda, Iran, Pakistan en Indonesië.
In 2008 verscheen er een geautoriseerde biografie van de hand van Patrick French, genaamd The World is What it Is.

## Erkenning
In 1971 ontving Naipaul de  Booker Prize 1971 voor In a free state; voor zijn oeuvre kreeg hij in 2001 de Nobelprijs voor Literatuur. In 1990 werd hij door de Britse koningin Elizabeth II geridderd (Knight Bachelor).

### Fictie
- 1957 - The Mystic Masseur (De mystieke masseur)
- 1958 - The Suffrage of Elvira (Stemmen in Elvira)
- 1959 - Miguel Street (Miguel Street)
- 1961 - A House for Mr Biswas (Een huis voor meneer Biswas)
- 1963 - Mr. Stone and the Knight's Companion
- 1967 - A Flag on the Island (Een vlag op het eiland)
- 1967 - The Mimic Men
- 1971 - In a Free State (Een staat van vrijheid)
- 1975 - Guerrillas (Guerrilla)
- 1979 - A Bend in the River (Een bocht in de rivier)
- 1984 - Finding the Centre
- 1987 - The Enigma of Arrival (Het raadsel van de aankomst)
- 1994 - A Way in the World (Een weg in de wereld)
- 2001 - Half a Life (Een half leven)
- 2004 - Magic Seeds (Een kiem van betovering)

### Non-fictie
- 1962 -  The Middle Passage: Impressions of Five Societies - British, French and Dutch in the West Indies and South America
- 1964 -  And Area of Darkness (Een domein van duisternis)
- 1969 - The Loss of Eldorado (Het verlies van Eldorado)
- 1972 -  The Overcrowded Barracoon and Other Articles
- 1977 -  India: A Wounded Civilization
- 1980 - A Congo Diary
- 1980 - The Return of Eva Perón (De terugkeer van Eva Peron en andere essays)
- 1981 - Among the Believers: An Islamic Journey (Onder de gelovigen)
- 1984 - Finding the Centre
- 1989 - A Turn in the South (Het diepe zuiden)
- 1990 - India: A Million Mutinies Now
- 1992 - Homeless by Choice (met R. Jhabvala and S. Rushdie)
- 1994 - Bombay (met Raghubir Singh)
- 1998 - Beyond Belief: Islamic Excursions among the Converted Peoples (Meer dan geloof; islamitische reizen onder de bekeerde volken)
- 1999 - Between Father and Son: Family Letters (Een briefwisseling tussen vader en zoon, bewerkt door Gillon Aitken)
- 2000 - Reading & Writing: A Personal Account
- 2002 - The Writer and the World: Essays
- 2007 - A Writer's People: Ways of Looking and Feeling (Schrijversmensen)
- 2010 - The Masque of Africa (Het masker van Afrika)